# Burgstall Roth
Der Burgstall Roth ist eine abgegangene Burg unmittelbar nordwestlich von Roth, einem Ortsteil des Marktes Zapfendorf im Landkreis Bamberg in Bayern.
Von der ehemaligen Burganlage ist nichts erhalten.